# Wratysław II
Wratysław II (ur. po 1032, zm. 14 stycznia 1092) – książę Czech od 1061, pierwszy król czeski od 1085.
Był drugim synem Brzetysława I i Judyty ze Schweinfurtu. Wratysław został księciem Czech w 1061 roku, po śmierci swojego brata Spitygniewa II. W 1063 założył biskupstwo w Ołomuńcu. Osiągnął znaczącą pozycję 9 czerwca 1075 roku, kiedy pomógł cesarzowi rzymskiemu Henrykowi IV stłumić powstanie w Saksonii. Otrzymał wtedy Miśnię, został jednak zmuszony do wycofania się z niej przez Ekberta II, margrabiego miśnieńskiego. Jako lojalny sojusznik cesarza, stawił się z armią podczas wyprawy włoskiej Henryka IV w 1081 roku.
W 1085 roku Wratysław II za swoje zasługi otrzymał w Moguncji od cesarza Henryka IV dożywotni tytuł króla czeskiego i polskiego. W tym czasie do króla Wratysława II prawdopodobnie należała też Małopolska z Krakowem, zaś polski książę Władysław Herman płacił czeskiemu Wratysławowi trybut za Śląsk.
Koronacji Wratysława II dokonał 15 czerwca 1085 lub 1086 roku na zamku w Pradze arcybiskup trewirski Egilbert. Informację o tytule króla Czech i Polski podaje Kronika Kosmasa, natomiast tytulatura ta była niegdyś kwestionowana przez część badaczy polskich. 
Ostatnio wysunięto hipotezę, że Henryk IV do koronacji Wratysława posłużył się koroną, którą Otto III przekazał Bolesławowi Chrobremu. Cesarz dodatkowo ponownie przyznał mu we władanie Miśnię, z której po raz drugi został wyparty przez Ekberta II. Po jego śmierci władzę przejął jego brat, Konrad I.
Obecnie większość historyków uznaje, że Wratysław II otrzymał dożywotni tytuł króla czeskiego i polskiego.

## Rodzina
Około roku 1054 zawarł pierwszy związek małżeński. O jego żonie nie zachowały się żadne informacje; jedynie przypuszcza się, że była to księżniczka niemiecka, z którą wyswatał go jeszcze ojciec.
W 1056 roku poślubił Adelajdę, córkę Andrzeja I, króla Węgier. Owdowiał w 1062 roku. Z tego małżeństwa pochodzili:
- Brzetysław II, zm. 1100, książę Czech,
- Wratysław, zm. 9 listopada 1061 roku,
- Judyta, żona Władysława Hermana,
- Ludmiła, zm. po 1100.

Pod koniec 1062 rok poślubił księżniczkę polską Świętosławę Swatawę, córkę Kazimierza Odnowiciela. Z tego małżeństwa pochodzili:
- Bolesław Wratysławowic, zm. 11 sierpnia 1091, książę ołomuniecki,
- Borzywoj II, książę Czech,
- Władysław I, zm. 1125, książę Czech,
- Sobiesław I, zm. 1140, książę Czech,
- Judyta, zm. 9 grudnia 1108, żona Wiprechta z Grójca

## W kulturze

### Gry wideo
W serii gier wideo Crusader Kings jednym z grywalnych władców jest Vratislav II Přemyslid, przedstawiony jako książę Czech.

### Seriale
W 2009 roku powstał, a w 2010 miał premierę odcinek Vratislav II, część serii krótkometrażowych animacji dla dzieci Dějiny udatného českého národa.